# Батфа
Батфа (укр. Батфа, венг. Bátfa, словац. Batva) — село в Сюртэнской сельской общине Ужгородского района Закарпатской области Украины.
Население по переписи 2001 года составляло 231 человек. Почтовый индекс — 89430. Занимает площадь 0,003 км².

## История
До июля 1945 года село не было частью чехословацкой Подкарпатской Руси, а принадлежало словацкому округу Вельке Капушаны.
В 1946 году указом ПВС УССР село Батфа переименовано в Деревцы.
В 1995 году селу возвращено историческое название